# Philogenia championi
Philogenia championi – gatunek ważki z rodziny Philogeniidae. Występuje na terenie Ameryki Środkowej.